# Rickenbach (Lucerna)
Rickenbach é uma comuna da Suíça, no Cantão Lucerna, com cerca de 2 017 habitantes. Estende-se por uma área de 9,36 km², de densidade populacional de 215 hab/km². Confina com as seguintes comunas: Burg (AG), Geuensee, Gontenschwil (AG), Gunzwil, Menziken (AG), Pfeffikon, Reinach (AG), Schlierbach, Schmiedrued (AG).
A língua oficial nesta comuna é o alemão.